# El Playón
El Playón ist eine Gemeinde (municipio) im Departamento Santander.

## Geographie
El Playón liegt in der Provinz Soto im Norden von Santander auf einer Höhe von ungefähr 450 Metern und hat eine Jahresdurchschnittstemperatur von etwa 28 °C. Der Ort liegt ungefähr 41 km von Bucaramanga entfernt. Die Gemeinde hat eine Ausdehnung von 467 km², von denen 6 km² auf den urbanen Teil der Gemeinde entfallen. An die Gemeinde grenzen im Norden und Westen Cáchira im Departamento Norte de Santander, im Süden und Westen Rionegro und im Osten Suratá.

### Gemeindegliederung
Die Gemeinde El Playón ist gegliedert in 13 veredas, zwei corregimientos und ein centro poblado. Es handelt sich jeweils um größtenteils rurale Verwaltungsuntereinheiten mit einem kleinen urbanen Kern.
Veredas:
- Limites
- Río Blanco
- Arrumbazón
- La Ceiba
- Santa Bárbara
- El Filo
- La Aguada
- San Benito
- El Pino
- Miraflores
- Planadas de Betania
- Huchaderos
- El Playón

Corregimientos:
- Betania
- San Pedro de la Tigra

Das Centro Poblado Barrio Nuevo ist der Vereda Río Blanco untergeordnet.

## Bevölkerung
Die Gemeinde El Playón hat 11.252 Einwohner, von denen 5621 im städtischen Teil (cabecera municipal) der Gemeinde leben (Stand: 2019).

## Geschichte
El Playón wurde ab den 1930er Jahren von verschiedenen umliegenden Gemeinden aus besiedelt. Seit 1945 war El Playón ein Corregimiento von Rionegro. Erstmals zur Gemeinde sollte El Playón 1979 erhoben werden. Aufgrund eines Erdrutsches konnte aber El Playón zunächst noch nicht als Gemeinde fungieren. Schließlich wurde auch der Status als Gemeinde Mitte 1984 zunächst wieder zurückgenommen, bevor dann Ende 1984 El Playón endgültig diesen Status erhielt, der Anfang 1985 in Kraft trat.

### Bürgermeister
Die ersten Bürgermeister von El Playón, die noch ohne Wahlen ernannt wurden, waren die folgenden Personen: 
- Enrique Martines Mayorga
- Mario Eusebio Zambrano
- Luis Alejandro Reatiga
- Carlos Arturo Mendoza Cárdenas

Seit die Bürgermeister gewählt werden, hatten folgende Personen das Amt inne:
- Henry Medina Gómez
- Rosa Delia Rozo de Pabon
- Josué Jaimes Caballero
- Víctor Manuel Rodríguez
- Martha Patricia Parra Vargas
- Ramiro Alarcón Caicedo
- Humberto Herreño Tamayo
- Josué Jaimes Caballero
- Adonaldo García Villamizar
- Luis Ambrosio Alarcón López

## Wirtschaft
Der wichtigste Wirtschaftszweig in El Playón ist die Landwirtschaft. Insbesondere werden Maracuja, Kakao, Kaffee, Maniok, Zitruspflanzen, Baumtomaten, Brombeeren und Zuckerrohr für Panela angebaut. Zudem gibt es Rinder-, Schweine- und Geflügelproduktion sowie Teichwirtschaft und Pferdezucht. Darüber hinaus spielt der Handel eine wichtige Rolle.